# Goodwill Games 1990/Wasserspringen
Bei den Goodwill Games 1990 in Seattle wurden sechs Wettbewerbe im Wasserspringen ausgetragen, jeweils drei für Männer und Frauen.

## Ergebnisse

### Männer

#### Kunstspringen 1 m
| Platz | Athlet                 | Land                | Punkte |
| ----- | ---------------------- | ------------------- | ------ |
| 1     | Sergei Lomanovsky      | Sowjetunion         | 597,00 |
| 2     | Tan Liangde            | Volksrepublik China | 578,04 |
| 3     | Mark Bradshaw          | Vereinigte Staaten  | 577,05 |
| 4     | Mark Lenzi             | Vereinigte Staaten  | 568,59 |
| 5     | Wang Yijie             | Volksrepublik China | 565,08 |
| 6     | Edwin Jongejans        | Niederlande         | 557,85 |
| 7     | Waleri Stazenko        | Sowjetunion         | 553,32 |
| 8     | Pat Evans              | Vereinigte Staaten  | 549,30 |
| 9     | José Luis Rocha        | Mexiko              | 539,28 |
| 10    | Alexander Gladtschenko | Sowjetunion         | 520,38 |
| 11    | Keita Kaneto           | Japan               | 510,78 |
| 12    | Jesús Mena             | Mexiko              | 481,47 |

#### Kunstspringen 3 m
| Platz | Athlet            | Land                            | Punkte |
| ----- | ----------------- | ------------------------------- | ------ |
| 1     | Tan Liangde       | Volksrepublik China             | 650,01 |
| 2     | Kent Ferguson     | Vereinigte Staaten              | 636,96 |
| 3     | Mark Bradshaw     | Vereinigte Staaten              | 611,76 |
| 4     | Sergei Lomanovsky | Sowjetunion                     | 604,11 |
| 5     | Wang Yijie        | Volksrepublik China             | 581,16 |
| 6     | David Bedard      | Kanada                          | 568,89 |
| 7     | Jesús Mena        | Mexiko                          | 566,52 |
| 8     | Bob Morgan        | Vereinigtes Königreich          | 564,57 |
| 9     | José Luis Rocha   | Mexiko                          | 553,05 |
| 10    | Waleri Stazenko   | Sowjetunion                     | 550,74 |
| 11    | Edwin Jongejans   | Niederlande                     | 547,41 |
| 12    | Jan Hempel        | Deutsche Demokratische Republik | 542,31 |

#### Turmspringen 10 m
| Platz | Athlet            | Land                            | Punkte |
| ----- | ----------------- | ------------------------------- | ------ |
| 1     | Jan Hempel        | Deutsche Demokratische Republik | 618,81 |
| 2     | Xiong Ni          | Volksrepublik China             | 605,76 |
| 3     | Matt Scoggin      | Vereinigte Staaten              | 590,01 |
| 4     | Georgy Chogovadze | Sowjetunion                     | 578,91 |
| 5     | Pat Evans         | Vereinigte Staaten              | 569,22 |
| 6     | Sun Shuwei        | Volksrepublik China             | 562,71 |
| 7     | Bob Morgan        | Vereinigtes Königreich          | 543,00 |
| 8     | David Bedard      | Kanada                          | 514,86 |
| 9     | Jesús Mena        | Mexiko                          | 505,98 |
| 10    | Keita Kaneto      | Japan                           | 502,53 |

### Frauen

#### Kunstspringen 1 m
| Platz | Athlet            | Land                            | Punkte |
| ----- | ----------------- | ------------------------------- | ------ |
| 1     | Gao Min           | Volksrepublik China             | 508,80 |
| 2     | Irina Laschko     | Sowjetunion                     | 504,09 |
| 3     | Daphne Jongejans  | Niederlande                     | 467,94 |
| 4     | Wendy Lucero      | Vereinigte Staaten              | 466,98 |
| 5     | Brita Baldus      | Deutsche Demokratische Republik | 458,28 |
| 6     | Alison Maisch     | Vereinigte Staaten              | 446,10 |
| 7     | Wera Iljina       | Sowjetunion                     | 441,48 |
| 8     | Mary De Piero     | Kanada                          | 440,67 |
| 9     | María José Alcalá | Mexiko                          | 427,65 |
| 10    | Yu Xiaoling       | Volksrepublik China             | 406,53 |
| 11    | Monika Kuhn       | BR Deutschland                  | 360,09 |

#### Kunstspringen 3 m
| Platz | Athlet            | Land                            | Punkte |
| ----- | ----------------- | ------------------------------- | ------ |
| 1     | Gao Min           | Volksrepublik China             | 525,78 |
| 2     | Irina Laschko     | Sowjetunion                     | 510,90 |
| 3     | Brita Baldus      | Deutsche Demokratische Republik | 494,61 |
| 4     | Mary De Piero     | Kanada                          | 474,06 |
| 5     | Zhang Yuping      | Volksrepublik China             | 464,46 |
| 5     | Daphne Jongejans  | Niederlande                     | 464,46 |
| 7     | Lyubov Borodulina | Sowjetunion                     | 459,48 |
| 8     | Kelly McCormick   | Vereinigte Staaten              | 447,69 |
| 9     | Krista Wilson     | Vereinigte Staaten              | 446,46 |
| 10    | María José Alcalá | Mexiko                          | 426,66 |
| 11    | Evelyn Boisvert   | Kanada                          | 415,53 |
| 12    | Monika Kuhn       | BR Deutschland                  | 386,22 |

#### Turmspringen 10 m
| Platz | Athlet              | Land                | Punkte |
| ----- | ------------------- | ------------------- | ------ |
| 1     | Fu Mingxia          | Volksrepublik China | 443,04 |
| 2     | Jelena Miroschina   | Sowjetunion         | 433,59 |
| 3     | Ynha Afonyna        | Sowjetunion         | 430,53 |
| 4     | Xu Yanmei           | Volksrepublik China | 421,80 |
| 5     | Wendy Lian Williams | Vereinigte Staaten  | 418,23 |
| 6     | Anna Dacyshyn       | Kanada              | 379,80 |
| 7     | Alison Maisch       | Vereinigte Staaten  | 371,31 |
| 8     | Monika Kuhn         | BR Deutschland      | 367,56 |
| 9     | Courtney Nelson     | Vereinigte Staaten  | 366,18 |
| 10    | María José Alcalá   | Mexiko              | 336,39 |

## Medaillenspiegel Wasserspringen
| Medaillenspiegel Wasserspringen | Medaillenspiegel Wasserspringen | Medaillenspiegel Wasserspringen | Medaillenspiegel Wasserspringen | Medaillenspiegel Wasserspringen | Medaillenspiegel Wasserspringen |
| Platz                           | Land                            | G                               | S                               | B                               | Gesamt                          |
| ------------------------------- | ------------------------------- | ------------------------------- | ------------------------------- | ------------------------------- | ------------------------------- |
| 1                               | Volksrepublik China             | 4                               | 2                               | –                               | 6                               |
| 2                               | Sowjetunion                     | 1                               | 3                               | 1                               | 5                               |
| 3                               | Deutsche Demokratische Republik | 1                               | –                               | 1                               | 2                               |
| 4                               | Vereinigte Staaten              | –                               | 1                               | 3                               | 4                               |
| 5                               | Niederlande                     | –                               | –                               | 1                               | 1                               |